# ナキ・ムシ
「ナキ・ムシ」は、aikoのメジャー通算2枚目のシングル。ポニーキャニオンから 1999年3月3日に発売された後、2000年12月15日に再発売された。

## 解説
- リリース当初はスリムケース仕様だったが、2000年12月15日の再発売でジュエルケース仕様に変更され、「カブトムシ」以降のCD作品と同様に初回盤のみカラートレイになっている。
- 「ナキ・ムシ」は、メジャーデビュー後初のミディアムバラード。メジャーではaiko自身が作詞・作曲を行ったシングルタイトル曲はこれが初となる。
  - また、ロッテ「シナモンガム」2000年CMソング、MBS『おかえりワイド』エンディングテーマ、山口朝日放送『レッツゴーワイルド』エンディングテーマとしてタイアップされた。
- 「赤い靴」は、テレビ朝日系『速報!スポーツCUBE』2000年テーマソングとしてタイアップされた。
- 「二時頃」は、2011年発売のベストアルバム『まとめI』に収録され、アルバム初収録となった。

## 収録曲
- 全曲 作詞・作曲：AIKO、編曲：島田昌典

1. ナキ・ムシ [4:42]
2. 赤い靴 [4:55]
3. 二時頃 [4:50]
4. ナキ・ムシ（instrumental version）

## 収録アルバム
| 曲名       | アルバム           | 発売日        | 備考                          |
| ---------- | ------------------ | ------------- | ----------------------------- |
| ナキ・ムシ | 『小さな丸い好日』 | 1999年4月21日 | メジャー1stオリジナルアルバム |
| ナキ・ムシ | 『まとめII』       | 2011年2月23日 | ベストアルバム                |
| ナキ・ムシ | 『aikoの詩。』     | 2019年6月5日  | ベストアルバム                |
| 赤い靴     | 『小さな丸い好日』 | 1999年4月21日 | メジャー1stオリジナルアルバム |
| 二時頃     | 『まとめI』        | 2011年2月23日 | ベストアルバム                |